# David Ahlstrom
David Ahlstrom (auch David C. Ahlstrom, * 22. Februar 1927 in Lancaster; † 23. August 1992 in San Francisco) war ein amerikanischer Komponist und Musikpädagoge.

## Leben und Werk
David Ahlstrom studierte Komposition am Cincinnati Conservatory of Music, an der Eastman School of Music in Rochester. 1961 erwarb er hier einen Ph.D. in Komposition. Seine Hauptlehrer in Komposition waren Alan Hovhaness, Henry Cowell und Bernard Rogers. Er bekam Interesse an asiatischer Philosophie und studierte am California Institute of Asian Studies bei dem bengalischen Philosophen Haridas Chauduri.
Von 1961 bis 1962 unterrichtete er Musiktheorie an der Northwestern University, von 1962 bis 1967 an der Southern Methodist University in Dallas und von 1967 bis 1976 an der Eastern Illinois University in Charleston. 1976 zog er als freiberuflicher Komponist und Schriftsteller nach San Francisco um. 1982 gründete er das Ensemble VOICES/SF, Bay Area Youth Opera, das sich auf neueres amerikanisches Musiktheater spezialisierte.
Ahlstrom einaktige Kammeroper Three Sisters who are not Sisters auf ein Libretto von Gertrude Stein wurde 1982 am Cincinnati Conservatory uraufgeführt. Im selben Jahr setzte er auch das Libretto Doctor Faustus Lights the Lights von Gertrude Stein für das Musiktheater um. Diese Oper wurde 1982 von VOICES/SF uraufgeführt. Beide Werke erinnern in ihrer klaren Tonalität und in ihrer raffinierten Prosodie an Thomson-Stein-Opern. Sein signifikantestes Werk ist die Oper America, I love You von 1983. Er schrieb auch mehrere Symphonien und zahlreiche Musiktheaterwerke, die elektronische Musik und Tanzelemente verwenden.